# Solucious
Solucious is het Belgische foodservicebedrijf van Colruyt Group. Solucious ontstond in 2013 en is het resultaat van de fusie tussen Collivery en Foodinvest, de twee vorige foodservicebedrijven van de groep. Solucious levert retail- en foodserviceproducten aan onder andere horeca, sociale restauratie in overheidsinstellingen, het onderwijs en de zorgsector. Daarnaast levert Solucious ook aan kinderdagverblijven en kmo’s.
Solucious is geen bestaand Engels woord. Het is de samentrekking van solutions (oplossingen) en delicious (heerlijk).
Naast Solucious had Colruyt Group ook in Frankrijk een foodservicebedrijf: Pro à Pro. Maar dit werd verkocht begin februari 2017 aan de Duitse METRO Group.

## Geschiedenis
Collivery startte in 1998 producten uit het Colruyt-assortiment bij klanten thuis te leveren. Daarna kwamen daar ook bedrijven en kleinere collectiviteiten bij. Foodinvest werd in 2010 door Colruyt Group overgenomen en leverde aan cateraars, groothandelaars, grootkeukens en de horeca.